# Synagoga v Kyjově
Zaniklá synagoga v Kyjově stála na někdejší parcele čp. 2421 ve městě Kyjov v Jihomoravském kraji, nedaleko centrálního Masarykova náměstí.

## Popis a historie
Jednopatrová stavba byla vystavěna v letech 1851 až 1852 v tzv. obloučkovém stylu uprostřed kyjovského židovského ghetta v severní části města, nedaleko radnice. Vznikla jako náhrada za původní synagogu zbudovanou ve městě roku 1607, čtyři roky po zdejším založení židovské obce, která nové stavbě ustoupila. Roku 1930 provedl akademický malíř Ruda Kubíček z Uherského Hradiště novou výmalbu stavby, kterou realizoval Arnošt Polášek, malíř pokojů z Kyjova.
Během německé okupace Čech, Moravy a Slezska byla synagoga roku 1941 poničena nacisty, během bojů wehrmachtu s Rudou armádou ve městě během osvobozování Československa v květnu 1945 byla budova výrazně poškozena. Dne 27. února 1962 byla stržena, na části původní parcely v pozdějších letech vyrostl městský dům kultury. 
V přilehlém parkovém prostoru byl roku 2002 odhalen památník kyjovské židovské obce připomínající zdejší oběti holokaustu i téměř zaniklou židovskou čtvrť. Podle návrhu brněnského architekta Jana Klenovského jej vytvořil sochař Nikos Armutidis.
Ve městě se na místě dnešního sídliště Lidická nacházel již zaniklý židovský hřbitov ze 17. století a nový hřbitov z roku 1888 v areálu dnešní nemocnice, který byl zničen nacisty. V padesátých letech 20. století byly zbytky hřbitova odstraněny a v roce 1956 zde byl odhalen památník obětem holokaustu. V roce 2021 byl přemístěn na místo starého židovského hřbitova na sídlišti Lidická.

## Galerie

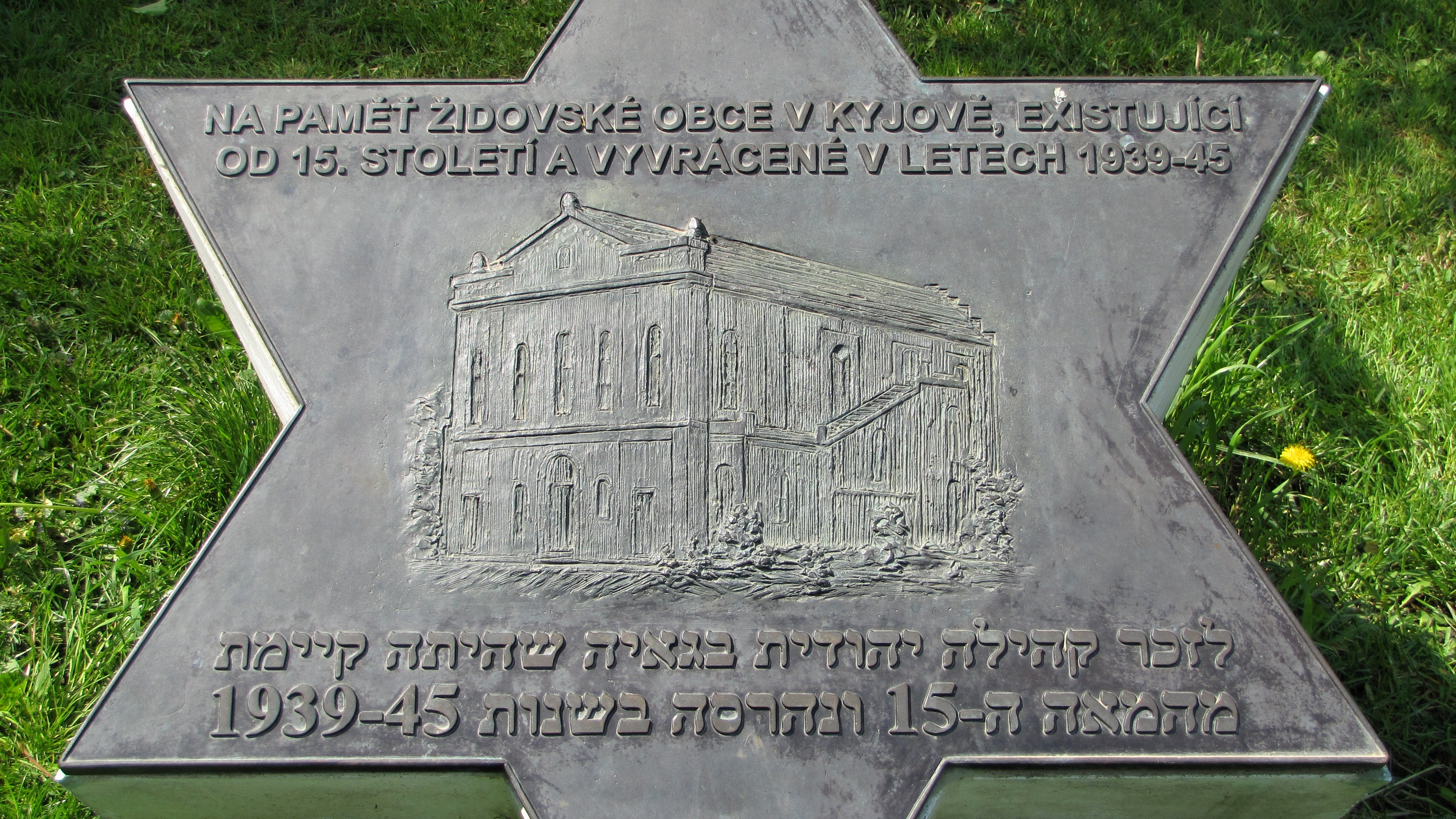
Památník v místech zaniklé stavby s podobiznou kyjovské synagogy
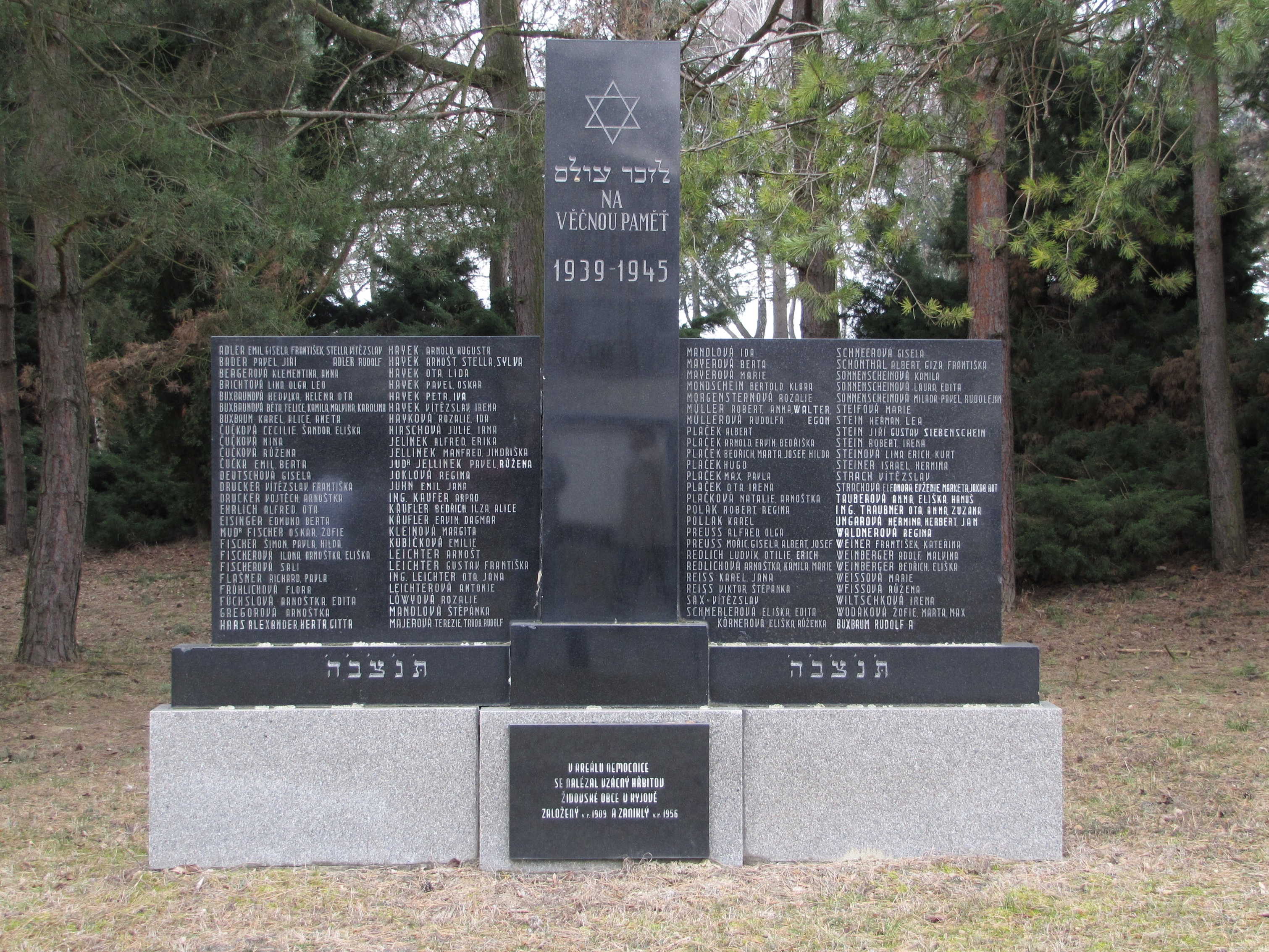
Památník obětem holokaustu
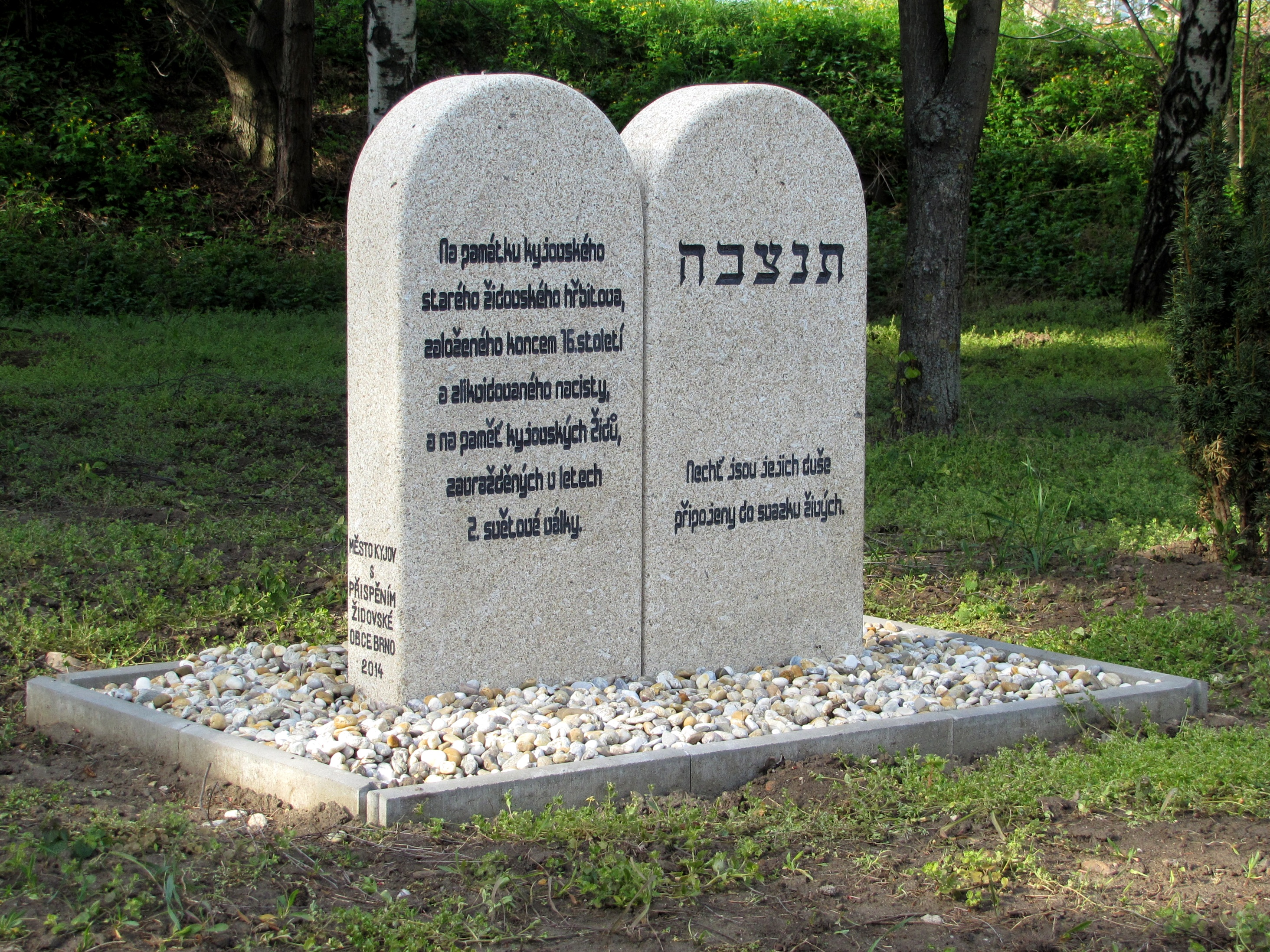
Památník připomínající starý židovský hřbitov
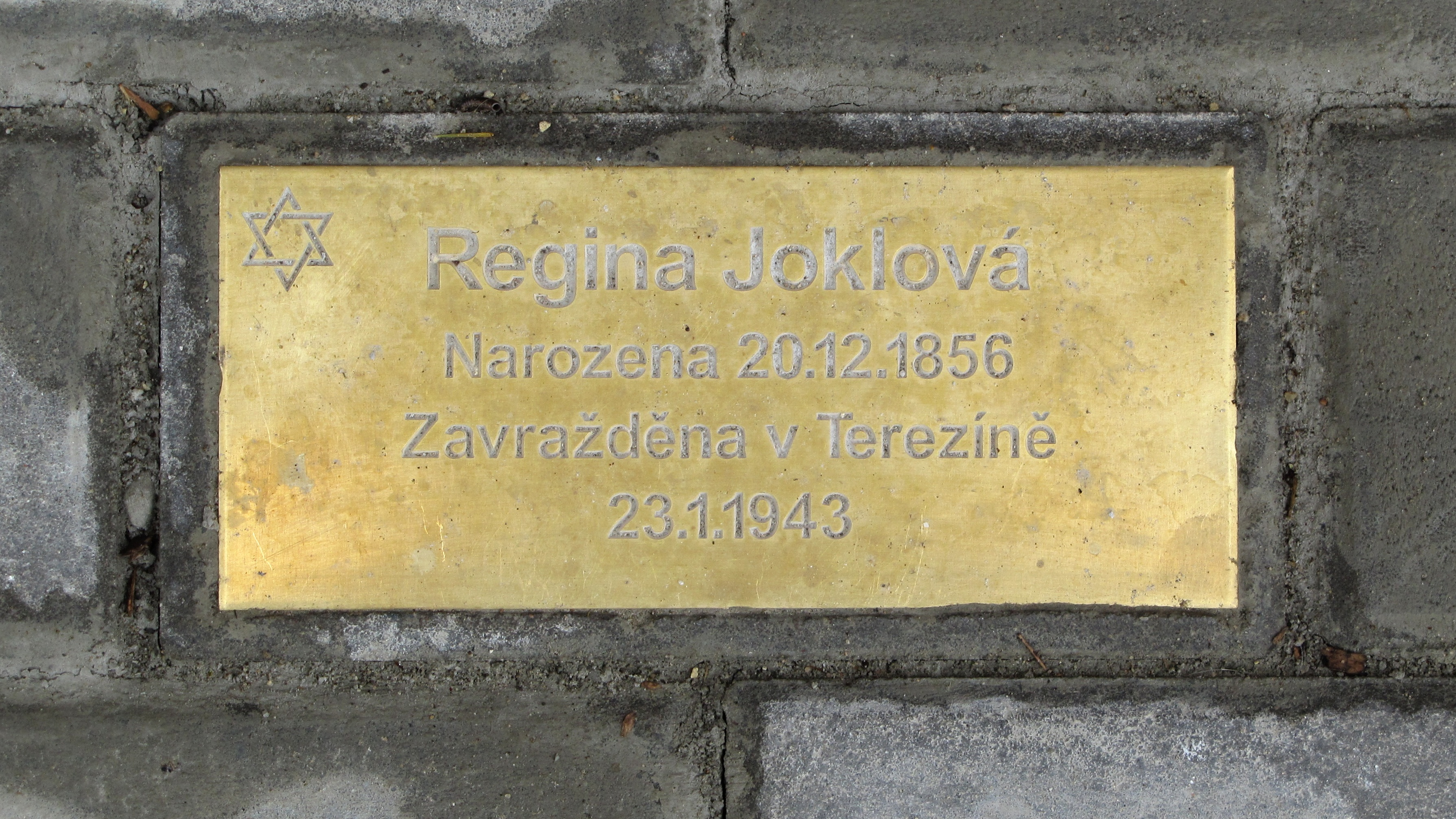
Stolpersteine v Jungmannově ulici